# Con đường hương liệu - Các thành phố hoang mạc Negev
Con đường hương liệu - Các thành phố hoang mạc Negev là khu vực được UNESCO công nhận là Di sản thế giới nằm ở gần cuối Con đường hương liệu ở Negev, miền nam Israel. Đây từng là khu vực nằm trên con đường buôn bán hương liệu từ bán đảo Ả Rập tới vùng Địa Trung Hải. Thương mại dẫn đến sự phát triển của các thị trấn cổ, pháo đài và các quán trọ Caravanserai cùng với sự phát triển của nông nghiệp.
Bốn thành phố phát triển trên vùng hoang mạc này phát triển mạnh mẽ trong khoảng thời gian từ năm 300 TCN đến năm 200 sau CN, kết nối trực tiếp với cuối Địa Trung Hải của cả con đường hương liệu và các tuyến đường buôn bán gia vị là Avdat, Haluza, Mamshit và Shivta. Các thành phố hoang mạc thể hiện sự buôn bán sinh lời nhũ hương và một dược từ Yemen ở Nam Ả Rập đến cảng Gaza bên bờ Địa Trung Hải. Tại độ cao này, tuyến đường bao gồm các thành phố, hệ thống thủy lợi Qanat, pháo đài và các quán trọ lữ hành caravanserai. Dấu tích của những công trình này vẫn còn nhìn thấy được, và chứng minh việc sử dụng honag mạc cho thương mại và nông nghiệp.